# Bec de tenalles africà
El bec de tenalles africà (Anastomus lamelligerus) és un ocell camallarg de la família dels cicònids (Ciconiidae) d'hàbits sedentaris que habita zones humides d'Àfrica subsahariana, al nord del Tròpic de Capricorn, i també a l'oest de Madagascar.
Fa una llargària de 80 - 94 cm i un pes d'1 a 1,3 kg essent més grans els mascles que les femelles. El plomatge és fosc i brillant amb tons verds, marrons o porpra. Amb el bec tancat es manté entre la mandíbula inferior i la superior una escotadura d'uns 6 mm. Bec i potes foscos.
S'alimenta principalment de grans cargols aquàtics, sobretot ampul·làrids, així com altres mol·luscs, granotes, crancs, cucs, peixos i insectes.
Normalment crien aprofitant el fi de la temporada de pluges, en què el subministrament d'aliments és òptim, però també poden criar en altre moment. Ponen generalment 3 – 4 ous que coven 25 – 30 dies.